# Brigitte Rougeron
Brigitte Rougeron est une athlète française, née le 14 juin 1961 dans le 14e arrondissement de Paris. Sa spécialité est le saut en hauteur. Elle a fini 5e au Championnat Européen en salle en 1985 avec un saut de 1,90 m à Athènes.
Elle a réalisé sa meilleure performance, une barre franchie à 1,92 m en mai 1984 à Haguenau.
Elle a été sociétaire du C.C.S.S. Lingolsheim et de l'A.S.P.T.T. de Strasbourg.
- Entraîneur : Marc Schott

## Palmarès
Performances
- Championne de France en 1981 et 1986
- Championne de France en salle en 1981
- Participation aux Jeux olympiques de 1984 à Los Angeles
- 13 sélections internationales